# Kim Hee-ra
Kim Hee-ra (en hangul: 김히어라; nacida en Wonju el 18 de marzo de 1989, es una actriz surcoreana.

## Vida personal
Se diplomó en la escuela secundaria femenina Bukwon, en Wonju. Después del diploma ganó un premio dotado con tres millones de wones en un concurso musical en la Universidad de Indeok, cantando una pieza del musical Romeo y Julieta. Con ese premio decidió ir a Seúl a estudiar interpretación. Se graduó en la Escuela Musical de la Universidad de Industrias Culturales de Chungkang.
A principios de septiembre de 2023 Kim fue acusada por un medio de comunicación coreano (Dispatch) de haber sido autora de violencia escolar en sus años de estudiante de secundaria, como miembro de un grupo llamado Big Sanji, conocido por perpretar extorsiones, agresiones y abusos. Aunque admitió haber formado parte del grupo y se disculpó por ello, tanto la actriz como su agencia desmintieron la información, aseguraron que la transcripción de la conversación publicada como prueba había sido manipulada, y anunciaron acciones legales contra los difamadores. Además, Gram Entertainment publicó la conversación íntegra.

## Carrera
Su carrera se ha desarrollado principalmente en el ámbito del teatro musical, con papeles más esporádicos en el teatro dramático y, desde 2021, también en la televisión. Debutó en 2009 en el reparto del musical Killer Jack. Después ha actuado con papeles de importancia creciente en otros musicales, primero en el reparto secundario y después como protagonista (Jack el Destripador, Little Jack, Salieri). Ganó popularidad sobre todo a partir de su interpretación de Hikaru en Fan's Letter (2016) y en los años sucesivos con papeles en Marie Curie, Bernarda Alba, etc.
En televisión comenzó su carrera con pequeños papeles en Freak, Pasillos de hospital y Bad and Crazy, en esta última como Yong, la jefa de una organización de narcotraficantes. Al año siguiente se dio a conocer al gran público por su interpretación de una desertora norcoreana en la exitosa Woo, una abogada extraordinaria. Dando prueba de su gran flexibilidad interpretativa, a principios del año siguiente volvió a la televisión con un personaje completamente distinto, el de la pintora adicta a las drogas y antigua componente de un grupo de acosadores escolares Sa-ra, en La gloria. El gran éxito que obtuvo esta producción, y la fuerza y singularidad de su personaje, aumentaron notablemente su popularidad.
En abril de 2023 firmó un contrato de representación exclusiva con Gram Entertainment, agencia fundada por el que era ya su representante desde mucho tiempo. En la segunda mitad del año apareció en la segunda temporada de la serie The Uncanny Counter con el personaje del demonio Gelli.

## Filmografía

### Series de televisión
| Año     | Título                          | Papel               | Canal   | Notas                                               | Ref.          |
| ------- | ------------------------------- | ------------------- | ------- | --------------------------------------------------- | ------------- |
| 2021    | Freak                           | Bang Joo-sun        | jTBC    |                                                     | [ 8 ] [ 16 ]  |
| 2021    | Pasillos de hospital            | Ahn Sung-joo        | tvN     | Segunda temporada                                   | [ 11 ]        |
| 2021    | Bad and Crazy                   | Presidenta Yong     | tvN     |                                                     | [ 17 ] [ 18 ] |
| 2022    | Woo, una abogada extraordinaria | Kye Hyang-shim      | ENA     | Aparición especial                                  | [ 19 ]        |
| 2022    | Bad Prosecutor                  | Tae Hyung-wook      | KBS2    |                                                     | [ 20 ] [ 21 ] |
| 2022-23 | La gloria                       | Lee Sa-ra           | Netflix | Serie web - dos partes de 8 episodios cada una      | [ 22 ] [ 13 ] |
| 2023    | Shoot Me                        | Entrenadora de tiro | tvN     | O'PENing - drama en dos partes - aparición especial | [ 23 ]        |
| 2023    | The Uncanny Counter             | Gelli Berherd       | tvN     | Segunda temporada                                   | [ 24 ]        |

## Escenarios

### Musicales
| Año  | Título                  | Papel        | Notas                     | Ref.                 |
| ---- | ----------------------- | ------------ | ------------------------- | -------------------- |
| 2009 | Killer Jack             | Conjunto     | 13/11/2009-31/1/2010      | [ 1 ]                |
| 2010 | Jack el destripador     | Conjunto     | 22/7-22/8/2010            | [ 1 ]                |
| 2014 | Salieri                 | Katrina      | 22/7-31/8/2014            | [ 7 ]                |
| 2016 | Little Jack             | Julie        | 27/5-31/7/2016            | [ 1 ]                |
| 2016 | Fan’s Letter            | Hikaru       | 8/10-5/11/2016            | [ 1 ] [ 7 ]          |
| 2017 | Historia de un tonto    | Seol-ha      | 3/6-27/8/2017             | [ 7 ]                |
| 2017 | Little Jack             | Julie        | 1/7-20/8/2017             | [ 25 ]               |
| 2017 | Fan’s Letter            | Hikaru       | 10/11/2017-4/2/2018       | [ 26 ]               |
| 2018 | Bernarda Alba           | Sirvienta    | 24/10-12/11/2018          | [ 27 ] [ 28 ]        |
| 2018 | Marie Curie             | Ana Kowalski | 22/12/2018-6/1/2019       | [ 29 ] [ 30 ]        |
| 2019 | La luna y seis peniques | Michelle     | 1/3-21/4/2019             | [ 31 ] [ 32 ] [ 33 ] |
| 2019 | Fan’s Letter            | Hikaru       | 7/11/2019-20/2/2020       | [ 34 ]               |
| 2020 | Marie Curie             | Ana Kowalski | 7/2-29/3 y 30/7-27/9/2020 | [ 35 ] [ 6 ]         |
| 2020 | Artis                   | Eloise       | 21/3-29/3/2020            | [ 36 ]               |
| 2021 | Bernarda Alba           | Adela        | 22/1-14/3/2021            | [ 37 ]               |
| 2021 | Eugene and Eugene       |              | 19/6-22/8/2021            | [ 38 ]               |

### Teatro
| Año  | Título                      | Hangul                 | Papel                          | Ref.        |
| ---- | --------------------------- | ---------------------- | ------------------------------ | ----------- |
| 2014 | Juego de fantasmas          | 유령놀이               | Ji-yeon                        |             |
| 2016 | Ángel, mira tu ciudad natal | 천사여, 고향을 보라    | Laura                          | [ 1 ] [ 7 ] |
| 2017 | Behemoth                    | 베헤모스               | Varios papeles                 | [ 6 ] [ 7 ] |
| 2019 | Directrices de prensa       | 보도지침               | Mujer                          | [ 39 ]      |
| 2020 | Aun imprudente, Antigona    | 무모할지라도, 안티고네 | Antígona 2/Mensajera/Sirviente |             |
| 2021 | Transbordador del gobierno  | 관부연락선             | Yoon Sim-deok                  | [ 40 ]      |

## Premios y nominaciones
| Año  | Premios                    | Categoría                            | Papel            | Resultado | Ref.         |
| ---- | -------------------------- | ------------------------------------ | ---------------- | --------- | ------------ |
| 2013 | 7th Dimp                   | Mejor actriz de reparto              |                  | Ganadora  | [ 41 ]       |
| 2017 | 6th Yegreen Musical        | Mejor actriz revelación              | History of Fools | Ganadora  | [ 7 ] [ 41 ] |
| 2017 | Stage Talk Audience Choice | Mejor actriz revelación              | Behemot          | Ganadora  | [ 41 ]       |
| 2023 | Director's Cut             | Mejor actriz revelación - televisión | Bad Prosecutor   | Nominada  | [ 42 ]       |
| 2023 | Baeksang Arts              | Mejor actriz revelación - televisión | La gloria        | Nominada  | [ 43 ]       |